# Arabembia pakistanae
Arabembia pakistanae is een insectensoort uit de familie Embiidae, die tot de orde webspinners (Embioptera) behoort. 
Arabembia pakistanae is voor het eerst wetenschappelijk beschreven door Ross in 2006.